# Yvette Clarke
Yvette Diane Clarke, född 21 november 1964 i New York, New York, är en amerikansk demokratisk politiker. Hon representerar delstaten New Yorks elfte distrikt i USA:s representanthus sedan 2007.

## Biografi
Clarke gick i skola i Edward R. Murrow High School i Brooklyn. Hon studerade vid Oberlin College 1982-1986. Hon fortsatte studierna vid City University of New York utan att utexamineras.
Kongressledamoten Major Owens kandiderade inte till omval i kongressvalet i USA 2006. Clarke vann valet och efterträdde Owens i representanthuset i januari 2007.
Clarke är ogift och hon är medlem av African Methodist Episcopal Church.